# Port lotniczy Karup
Port lotniczy Karup (IATA: KRP, ICAO: EKKA) – port lotniczy położony 20 km na północny wschód od Herning, w miejscowości Karup, w Danii.

## Linie lotnicze i połączenia
| Linia lotnicza | Kierunek     |
| -------------- | ------------ |
| DAT            | 1. Kopenhaga |